# Cătălin Necula
Cătălin Necula (n. 12 decembrie 1969) este fost un fotbalist român, cunoscut pentru asocierea sa cu antrenorul Cosmin Olăroiu, cu care a lucrat din postura de antrenor secund la mai multe echipe, funcție pe care o îndeplinește la Al Ahli din 2013.
Pe 29 martie 2006 a primit Medalia „Meritul Sportiv” clasa a II-a din partea președintelui României de atunci, Traian Băsescu, fiind antrenorul secund al echipei FC Steaua București care obținuse până la acea dată calificarea în sferturile Cupei UEFA 2005-2006.

## Legături externe
- Cătălin Necula la RomanianSoccer.ro
- Cătălin Necula la National-Football-Teams.com